# Seznam ryb Česka

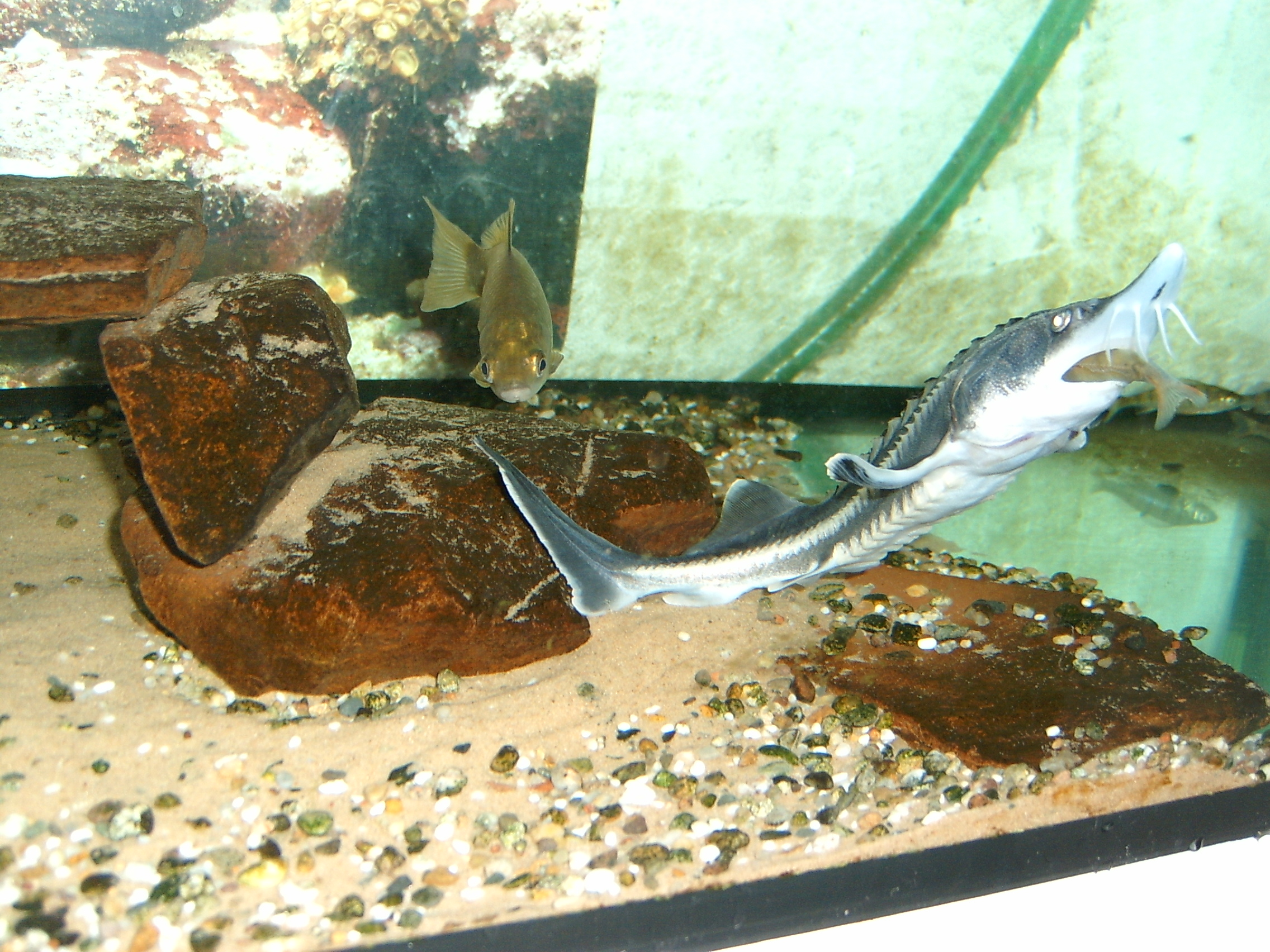
Vyza velká (Huso huso), největší sladkovodní ryba, byla až do začátku 20. století součástí ichtyofauny Česka

Seznam ryb v Česku je seznam druhů z třídy paprskoploutví, které se vyskytují nebo v novodobých dějinách prokazatelně vyskytovaly ve volných vodách na území dnešního Česka a jsou takto uváděny v literatuře po roce 1993. Zahrnuje tedy druhy vymizelé i druhy introdukované. Naopak nezahrnuje druhy náhodně vypuštěné do volných vod, které se nerozšířily stejně jako ryby, jejichž introdukce nebyla úspěšná. Druhy jsou v seznamu řazeny systematicky podle databáze ITIS a následně rozděleny mezi taxony aktuálně žijící na území ČR a vyhynulé v ČR. Seznam čítá celkem 65 druhů aktuálních a sedm druhů vyhynulých. Do seznamu jsou zahrnuty i mihule, příbuzní ryb – celkem dva aktuální a dva v ČR vyhynulé druhy.
Česká republika se nachází na území tří úmoří – Baltského moře, Severního moře a Černého moře – z nichž druhově nejbohatší je úmoří Černého moře. Celkový počet rybích druhů na území Česka se neustále mění kvůli přirozené migraci z okolních oblastí i cíleným či náhodným vysazováním člověkem.

## Druhy v současnosti žijící v ČR
| Český název           | Vědecký název                                     | Čeleď                         | Stupeň ohrožení v ČR | Stupeň ohrožení podle IUCN | Poznámka |
| --------------------- | ------------------------------------------------- | ----------------------------- | -------------------- | -------------------------- | --- |
| jeseter malý          | Acipenser ruthenus Linnaeus, 1758                 | jeseterovití (Acipenseridae)  | [ 2 ]                | [ 3 ]                      | Malý druh jesetera. |
| úhoř říční            | Anguilla anguilla (Linnaeus, 1758)                | úhořovití (Anguillidae)       | [ 4 ]                | [ 5 ]                      | Dříve ryba na každodenním pořádku, dnes je bohužel vzácný a hrozí mu vyhynutí. |
| losos obecný          | Salmo salar Linnaeus, 1758                        | lososovití (Salmonidae)       | [ 2 ]                | [ 6 ]                      | Poslední český losos byl uloven 14. listopadu 1948 v Lovosicích. od roku 1998 dochází k jeho reintrodukci vysazováním plůdku původem švédské populace lososa.                                     |
| pstruh obecný potoční | Salmo trutta m. fario Linnaeus, 1758              | lososovití (Salmonidae)       | [ 8 ]                | [ 9 ]                      | |
| hlavatka obecná       | Hucho hucho (Linnaeus, 1758)                      | lososovití (Salmonidae)       | [ 10 ]               | [ 11 ]                     | Hlavatka se jen ojediněle vyskytuje na území Česka. |
| pstruh duhový         | Oncorhynchus mykiss (Walbaum, 1792)               | lososovití (Salmonidae)       | —                    | Nevyhodnocený              | Severoamerický druh pstruha, který byl vysazen do českých vod v roce 1888. |
| siven americký        | Salvelinus fontinalis (Mitchill, 1814)            | lososovití (Salmonidae)       | —                    | Nevyhodnocený              | Nepůvodní druh, který byl v Česku vysazen v roce 1883. |
| síh maréna            | Coregonus maraena (Bloch, 1779)                   | lososovití (Salmonidae)       | —                    | [ 14 ]                     | Síh maréna byl do Česka dovezen roku 1882 z polského jezera Miedwie. |
| síh peleď             | Coregonus peled (Gmelin, 1789)                    | lososovití (Salmonidae)       | —                    | [ 16 ]                     | Druh původem ze sibiřských řek a velkých jezer na území dnešního Ruska. Do tehdejšího Československa dovezen v roce 1970.                                                                         |
| lipan podhorní        | Thymallus thymallus (Linnaeus, 1758)              | lososovití (Salmonidae)       | [ 4 ]                | [ 18 ]                     | |
| štika obecná          | Esox lucius Linnaeus, 1758                        | štikovití (Esocidae)          | [ 8 ]                | [ 19 ]                     | Nejznámější dravá ryba v ČR. |
| blatňák tmavý         | Umbra krameri Walbaum, 1792                       | blatňákovití (Umbridae)       | —                    | [ 20 ]                     | Vzácná ryba, na území ČR se skoro nevyskytuje. |
| plotice obecná        | Rutilus rutilus (Linnaeus, 1758)                  | kaprovití (Cyprinidae)        | [ 8 ]                | [ 21 ]                     | Velmi běžná ryba, také se jí říká plevelná ryba. |
| slunka obecná         | Leucaspius delineatus (Heckel, 1843)              | kaprovití (Cyprinidae)        | [ 22 ]               | [ 23 ]                     | Malá rybička, která je na území Česka poměrně vzácná. |
| jelec proudník        | Leuciscus leuciscus (Linnaeus, 1758)              | kaprovití (Cyprinidae)        | [ 8 ]                | [ 24 ]                     | |
| jelec tloušť          | Squalius cephalus (Linnaeus, 1758)                | kaprovití (Cyprinidae)        | [ 8 ]                | [ 25 ]                     | |
| jelec jesen           | Leuciscus idus (Linnaeus, 1758)                   | kaprovití (Cyprinidae)        | [ 26 ]               | [ 27 ]                     | Nepůvodní druh, zákonen chráněný. |
| střevle potoční       | Phoxinus phoxinus (Linnaeus, 1758)                | kaprovití (Cyprinidae)        | [ 26 ]               | [ 28 ]                     | |
| střevlička východní   | Pseudorasbora parva (Temminck and Schlegel, 1846) | kaprovití (Cyprinidae)        | —                    | Nevyhodnocený              | Druh původní ve východní Asii. Do Česka zavlečena v letech 1981–1982 z Maďarska s násadou jiných ryb.                                                                                             |
| perlín ostrobřichý    | Scardinius erythrophthalmus (Linnaeus, 1758)      | kaprovití (Cyprinidae)        | [ 8 ]                | [ 29 ]                     | Menší ryba podobná plotici, na rozdíl od ní má rudší ploutve. |
| bolen dravý           | Aspius aspius (Linnaeus, 1758)                    | kaprovití (Cyprinidae)        | [ 8 ]                | [ 30 ]                     | Jediná dravá kaprovitá ryba v Česku. |
| lín obecný            | Tinca tinca (Linnaeus, 1758)                      | kaprovití (Cyprinidae)        | [ 8 ]                | [ 31 ]                     | Zlatá a sliznatá ryba původem z Asie. |
| ostroretka stěhovavá  | Chondrostoma nasus (Linnaeus, 1758)               | kaprovití (Cyprinidae)        | [ 26 ]               | [ 32 ]                     | |
| hrouzek obecný        | Gobio gobio (Linnaeus, 1758)                      | kaprovití (Cyprinidae)        | [ 8 ]                | [ 33 ]                     | Často se používá jako nástražní rybka, říká se mu „řízek“. |
| hrouzek Kesslerův     | Romanogobio kesslerii (Dybowski, 1862)            | kaprovití (Cyprinidae)        | [ 2 ]                | [ 34 ]                     | Vzácný druh hrouzka, v ČR je velmi vzácný. |
| hrouzek běloploutvý   | Romanogobio albipinnatus (Lukasch, 1933)          | kaprovití (Cyprinidae)        | [ 26 ]               | [ 35 ]                     | Málo běžný druh hrouzka, v ČR nemá oblibu. |
| parma obecná          | Barbus barbus (Linnaeus, 1758)                    | kaprovití (Cyprinidae)        | [ 4 ]                | [ 36 ]                     | Vzácnější ryba vyskytující se v řekách. Jejich počet výrazně klesá. |
| ouklej obecná         | Alburnus alburnus (Linnaeus, 1758)                | kaprovití (Cyprinidae)        | [ 8 ]                | [ 37 ]                     | |
| ouklejka pruhovaná    | Alburnoides bipunctatus (Bloch, 1782)             | kaprovití (Cyprinidae)        | [ 22 ]               | [ 38 ]                     | Vzácnější druh oukleje, v Česku je chráněná. |
| cejnek malý           | Blicca bjoerkna (Linnaeus, 1758)                  | kaprovití (Cyprinidae)        | [ 8 ]                | [ 39 ]                     | Ne moc oblíbená ryba, je menší než cejn velký. |
| cejn velký            | Abramis brama (Linnaeus, 1758)                    | kaprovití (Cyprinidae)        | [ 8 ]                | [ 40 ]                     | Hojná ryba, říká se jí „lopaťák“. |
| cejn perleťový        | Abramis sapa (Pallas, 1814)                       | kaprovití (Cyprinidae)        | [ 2 ]                | Nevyhodnocený              | Vzácný druh cejna, v ČR se vyskytuje pouze na soutoku Dyje a Moravy. |
| cejn siný             | Abramis ballerus (Linnaeus, 1758)                 | kaprovití (Cyprinidae)        | [ 26 ]               | Nevyhodnocený              | Druh cejna, který se vyskytuje na Moravě. |
| podoustev říční       | Vimba vimba (Linnaeus, 1758)                      | kaprovití (Cyprinidae)        | [ 26 ]               | [ 41 ]                     | Podoustev je známá pro svůj rypec, proto se jí říká „nosák“. |
| ostrucha křivočará    | Pelecus cultratus (Linnaeus, 1758)                | kaprovití (Cyprinidae)        | [ 2 ]                | [ 42 ]                     | Vzácná ryba v ČR, má zvláštní tvar. |
| hořavka hořká         | Rhodeus amarus (Bloch, 1782)                      | kaprovití (Cyprinidae)        | [ 22 ]               | [ 43 ]                     | Malá rybka, dnes se v Česku vyskytuje jen vzácně. |
| karas obecný          | Carassius carassius (Linnaeus, 1758)              | kaprovití (Cyprinidae)        | [ 22 ]               | [ 44 ]                     | Dříve velmi hojná ryba, dnes je v ČR vzácný. |
| karas stříbřitý       | Carassius gibelio (Bloch,1782)                    | kaprovití (Cyprinidae)        | —                    | Nevyhodnocený              | Invazní druh, který se na české území rozšířil v letech 1975–1976 přes Dunaj. Zcela vytlačil původní druh karase.                                                                                 |
| kapr obecný           | Cyprinus carpio Linnaeus, 1758                    | kaprovití (Cyprinidae)        | [ 2 ]                | [ 45 ]                     | Status ohrožení se týká původní divoké, nešlechtěné formy kapra obecného. |
| amur bílý             | Ctenopharyngodon idella (Valenciennes, 1844)      | kaprovití (Cyprinidae)        | —                    | Nevyhodnocený              | Druh původem z Číny. Do Českých vod byl poprvé vysazen v roce 1961, ale přirozeně se zde nerozmnožuje.                                                                                            |
| tolstolobik bílý      | Hypophthalmichthys molitrix (Valenciennes, 1844)  | kaprovití (Cyprinidae)        | —                    | Nevyhodnocený              | Druh z východní Asie, který byl vysazen v roce 1964 za účelem snížení eutrofizace vod. |
| tolstolobec pestrý    | Aristichthys nobilis (Richardson, 1845)           | kaprovití (Cyprinidae)        | —                    | Nevyhodnocený              | Poprvé vysazen v roce 1964 jako doplňková ryba do kaprových rybníků. Přirozeně se nerozmnožuje.                                                                                                   |
| mřenka mramorovaná    | Barbatula barbatula (Linnaeus, 1758)              | mřenkovití (Balitoridae)      | [ 8 ]                | [ 48 ]                     | |
| piskoř pruhovaný      | Misgurnus fossilis (Linnaeus, 1758)               | sekavcovití (Cobitidae)       | [ 22 ]               | [ 49 ]                     | Vzácná ryba na území Česka. |
| sekavec písečný       | Cobitis taenia Linnaeus, 1758                     | sekavcovití (Cobitidae)       | —                    | [ 50 ]                     | Poslední výzkumy ukazují, že sekavci na území Česka, kteří dříve byli považováni za sekavce písečné, patří ve skutečnosti ke druhu sekavec podunajský a sekavec písečný se zde vůbec nevyskytuje. |
| sekavec podunajský    | Cobitis elongatoides Bacescu et Mayer, 1969       | sekavcovití (Cobitidae)       | [ 22 ]               | [ 52 ]                     | |
| sekavčík horský       | Sabanejewia balcanica (Karaman, 1922)             | sekavcovití (Cobitidae)       | [ 2 ]                | [ 53 ]                     | |
| sumec velký           | Silurus glanis Linnaeus, 1758                     | sumcovití (Siluridae)         | [ 8 ]                | [ 54 ]                     | Největší ryba momentálně vyskytující se v ČR. |
| sumeček americký      | Ameiurus nebulosus (Lesueur, 1819)                | sumečkovití (Ictaluridae)     | —                    | Nevyhodnocený              | Druh původem ze Severní Ameriky. Do českých vod byl vysazen v roce 1890. |
| sumeček černý         | Ameiurus melas (Rafinesque, 1820)                 | sumečkovití (Ictaluridae)     | —                    | Nevyhodnocený              | Druh původem ze Severní Ameriky. Do českých vod byl zavlečen v roce 2003. |
| mník jednovousý       | Lota lota (Linnaeus, 1758)                        | treskovití (Gadidae)          | [ 4 ]                | [ 57 ]                     | Ryba podobná sumcovi, ovšem se sumcem nemá geneticky skoro nic společného. |
| koljuška tříostná     | Gasterosteus aculeatus Linnaeus, 1758             | koljuškovití (Gasterosteidae) | —                    | [ 58 ]                     | Nepůvodní druh, který se v Česku rozšířil pravděpodobně kvůli akvaristům před rokem 1918. |
| okoun říční           | Perca fluviatilis Linnaeus, 1758                  | okounovití (Percidae)         | [ 8 ]                | [ 60 ]                     | Velmi hojná dravá ryba v Česku. |
| candát obecný         | Sander lucioperca (Linnaeus, 1758)                | okounovití (Percidae)         | [ 8 ]                | [ 61 ]                     | Oblíbený dravec v ČR, je minimální lovná délka je 50 cm. |
| candát východní       | Sander volgensis (Gmelin, 1789)                   | okounovití (Percidae)         | [ 4 ]                | [ 62 ]                     | Méně častý druh candáta. V ČR se vyskytuje pouze na východní Moravě. |
| ježdík obecný         | Gymnocephalus cernuus (Linnaeus, 1758)            | okounovití (Percidae)         | [ 8 ]                | [ 63 ]                     | Běžný druh ježdíka, pochází z Ruska. |
| ježdík žlutý          | Gymnocephalus schraetser (Linnaeus, 1758)         | okounovití (Percidae)         | [ 2 ]                | [ 64 ]                     | Vzácný druh ježdíka. |
| ježdík dunajský       | Gymnocephalus baloni Holcík and Hensel, 1974      | okounovití (Percidae)         | [ 2 ]                | [ 65 ]                     | Vzácný druh ježdíka, který byl roku 1974 objeven československými vědci. |
| drsek větší           | Zingel zingel (Linnaeus, 1766)                    | okounovití (Percidae)         | [ 2 ]                | [ 66 ]                     | |
| drsek menší           | Zingel streber (Siebold, 1863)                    | okounovití (Percidae)         | [ 2 ]                | [ 67 ]                     | |
| okounek pstruhový     | Micropterus salmoides (Lacepède, 1802)            | okounkovití (Centrarchidae)   | —                    | Nevyhodnocený              | Původem severoamerický druh, který byl od roku 1889 nepříliš úspěšně vysazován jako sportovní ryba.                                                                                               |
| slunečnice pestrá     | Lepomis gibbosus (Linnaeus, 1758)                 | okounkovití (Centrarchidae)   | —                    | Nevyhodnocený              | Nepůvodní druh, který byl zavlečen s násadou kapra obecného v roce 1929. |
| hlavačka mramorovaná  | Proterorhinus marmoratus (Pallas, 1814)           | hlaváčovití (Gobiidae)        | [ 8 ]                | [ 70 ]                     | Poprvé byla zjištěna v roce 1994 v Mušovské zdrži. |
| hlaváč černoústý      | Neogobius melanostomus (Pallas, 1814)             | hlaváčovití (Gobiidae)        | [ 8 ]                | [ 72 ]                     | Nepůvodní invazní druh v ČR, poprvé zaznamenán v roce 2008 na jižní Moravě. |
| vranka obecná         | Cottus gobio Linnaeus, 1758                       | vrankovití (Cottidae)         | [ 26 ]               | [ 74 ]                     | |
| vranka pruhoploutvá   | Cottus poecilopus Heckel, 1837                    | vrankovití (Cottidae)         | [ 26 ]               | [ 75 ]                     | |

## Druhy vyhynulé v ČR
| Český název          | Vědecký název                         | Čeleď                        | Stupeň ohrožení podle IUCN | Poznámka |
| -------------------- | ------------------------------------- | ---------------------------- | -------------------------- | --- |
| jeseter velký        | Acipenser sturio Linnaeus, 1758       | jeseterovití (Acipenseridae) | [ 76 ]                     | Poslední exemplář na území Česka byl uloven roku 1917 v okolí Počápel.                                               |
| vyza velká           | Huso huso (Linnaeus, 1758)            | jeseterovití (Acipenseridae) | [ 78 ]                     | Tažný druh, který dříve pronikal až na území dnešní České republiky. Poslední známý úlovek pochází z roku 1916.      |
| placka pomořanská    | Alosa alosa (Linnaeus, 1758)          | sleďovití (Clupeidae)        | [ 80 ]                     | Anadromní druh vyhledávající ke tření spodní části velkých toků. Poslední úlovek v Česku byl zaznamenán roku 1908.   |
| pstruh obecný mořský | Salmo trutta m. trutta Linnaeus, 1758 | lososovití (Salmonidae)      | [ 9 ]                      | Anadromní forma pstruha obecného. Poslední známý úlovek pochází z roku 1951 ze Střekova.                             |
| síh ostronosý        | Coregonus oxyrinchus (Linnaeus, 1758) | lososovití (Salmonidae)      | [ 83 ]                     | Poslední doložený úlovek z českého území pochází z Roudnice nad Labem z roku 1888.                                   |
| plotice lesklá       | Rutilus pigus (Lacepède, 1803)        | kaprovití (Cyprinidae)       | [ 85 ]                     | Tažný druh, který dříve pronikal na území ČR, byl vyhuben kvůli znečištění řek. Poslední úlovek v ČR je z roku 1955. |
| platýs bradavičnatý  | Platichthys flesus (Linnaeus, 1758)   | platýsovití (Pleuronectidae) | [ 86 ]                     | Dříve táhl proti proudu Labe, úlovky byly zaznamenány v úseku Děčín až Roudnice, poslední 1914.                      |

## Mihule
| Český název       | Vědecký název                         | Čeleď                        | Stupeň ohrožení v ČR | Stupeň ohrožení podle IUCN | Poznámka                                                     |
| ----------------- | ------------------------------------- | ---------------------------- | -------------------- | -------------------------- | ------------------------------------------------------------ |
| mihule potoční    | Lampetra planeri (Bloch, 1784)        | mihulovití (Petromyzontidae) | —                    | Málo dotčený               |                                                              |
| mihule ukrajinská | Eudontomyzon mariae (Berg, 1931)      | mihulovití (Petromyzontidae) | —                    | Málo dotčený               | Kriticky ohrožená, výskyt pouze v Račím potoce na Šumpersku. |
| mihule mořská     | Petromyzon marinus (Linnaeus, 1758)   | mihulovití (Petromyzontidae) | Vymizelý             | Málo dotčený               | Vyhynuly kolem roku 1900.                                    |
| mihule říční      | Lampetra fluviatilis (Linnaeus, 1758) | mihulovití (Petromyzontidae) | Vymizelý             | Málo dotčený               | Vyhynuly kolem roku 1900.                                    |